# Кярбла
Кя́рбла (ест. Kärbla küla) — село в Естонії, у волості Ляене-Ніґула повіту Ляенемаа.

## Населення
Чисельність населення на 31 грудня 2011 року становила 20 осіб.

## Географія
Через село проходить автошлях 17 (Кейла — Хаапсалу).

## Історія
До 27 жовтня 2013 року село входило до складу волості Ору.

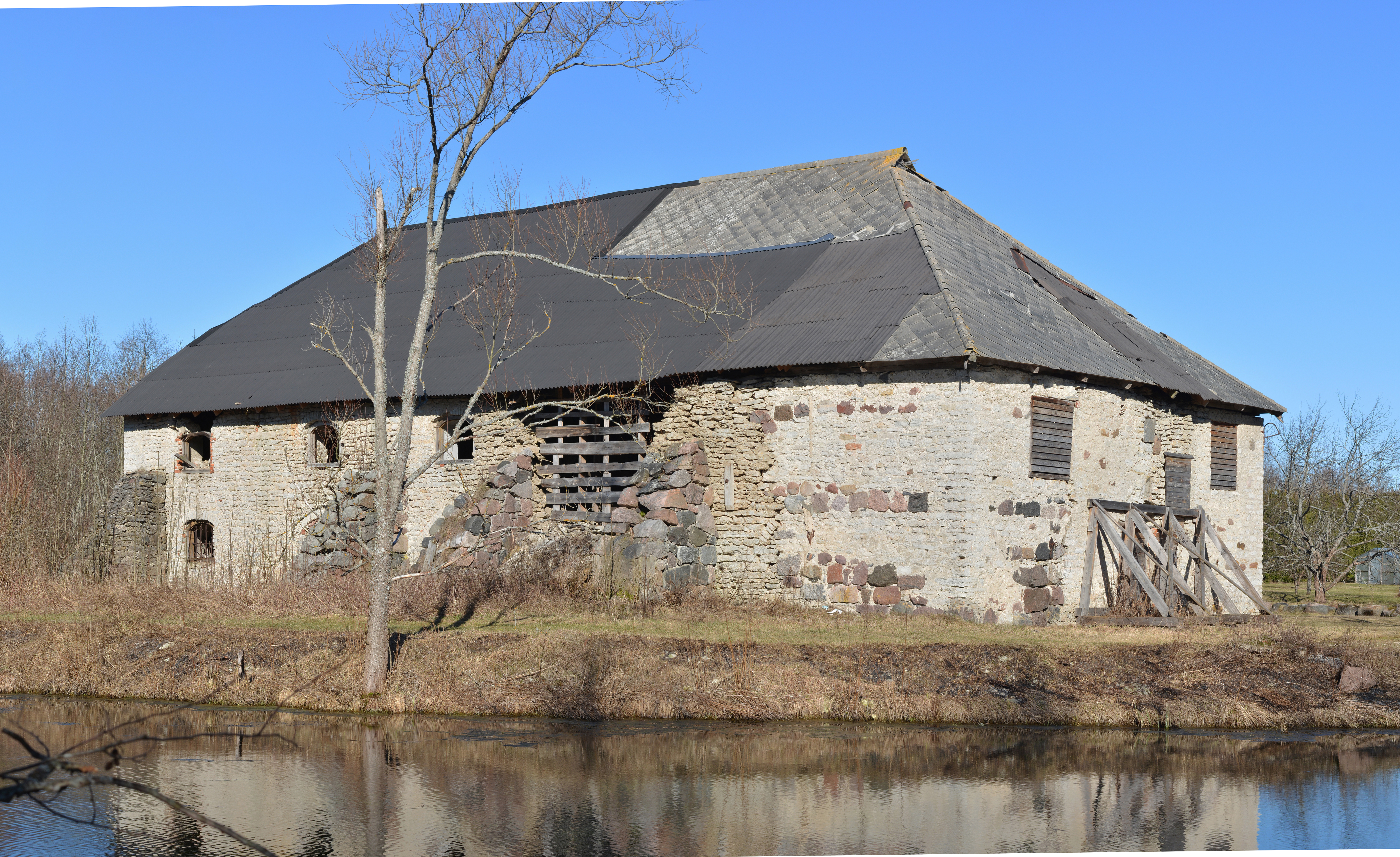
Водяний млин